# Chierry
Chierry é uma comuna francesa na região administrativa de Altos da França, no departamento de Aisne. Estende-se por uma área de 2,82 km². Em 2010 a comuna tinha 1 135 habitantes (densidade: 402,5 hab./km²).